# Magnolia rostrata
Espèce
Synonymes
- Houpoea  rostrata (W.W. Sm.) N.H. Xia & C.Y. Wu

Statut de conservation UICN

 EN B2ab(v) : En danger
Magnolia rostrata est une espèce de plantes à fleurs de la famille des Magnoliacées. C'est un arbre originaire d'Asie.

## Description
C'est un arbre.

## Répartition et habitat
Cette espèce est présente en Chine (Région autonome du Tibet et province du Yunnan) et en Birmanie. Elle vit entre 2 100 et 3 000 m d'altitude.